# Betaclovia longicephala
Betaclovia longicephala är en insektsart som först beskrevs av Kato 1933.  Betaclovia longicephala ingår i släktet Betaclovia och familjen spottstritar. Inga underarter finns listade i Catalogue of Life.